# Cleto Romero (Paraguay)
Cleto Romero (también llamado Colonia Profesor Cleto Romero) es una pequeña localidad paraguaya del departamento de Caaguazú ubicada en el km 281 de la ruta PY21, a unos 153 km de Asunción.
En la actualidad cuenta con unos 4000 habitantes aproximadamente y administrativamente forma parte del municipio de Carayaó, ubicado a unos 21 km de distancia.

## Toponimia
Su nombre es en honor a Cleto Romero, un destacado docente, cartógrafo, educador e intelectual paraguayo de inicios del siglo XX. Cleto realizó varios mapas del cartográficos del Paraguay y de la región del Chaco Paraguayo, siendo el primer cartógrafo paraguayo en realizar un mapa completo de Paraguay en 1910. Llegó a ser Director de la sección Topográfica en el Departamento Nacional de Ingenieros del Paraguay en la década de 1890. El 11 de noviembre de 1895 fue uno de los fundadores de la Academia Paraguaya de la Historia, la cual sigue en funcionamiento hasta la actualidad.También fue director del Colegio Nacional de la Capital en 1907 y docente a tiempo completo durante muchos años, formando a toda una generación de alumnos y profesores.

## Historia
Cleto Romero nació como una colonia agrícola dependiente de Carayaó a mediados del siglo XX.
El colegio nacional de la localidad fue fundado en el año 1977.
En enero del 2021 finalmente fue inaugurado el asfaltado de la ruta PY21, beneficiando enormemente a la comunidad de Cleto Romero, que desde entonces cuenta con una mejor conectividad con el resto del país.

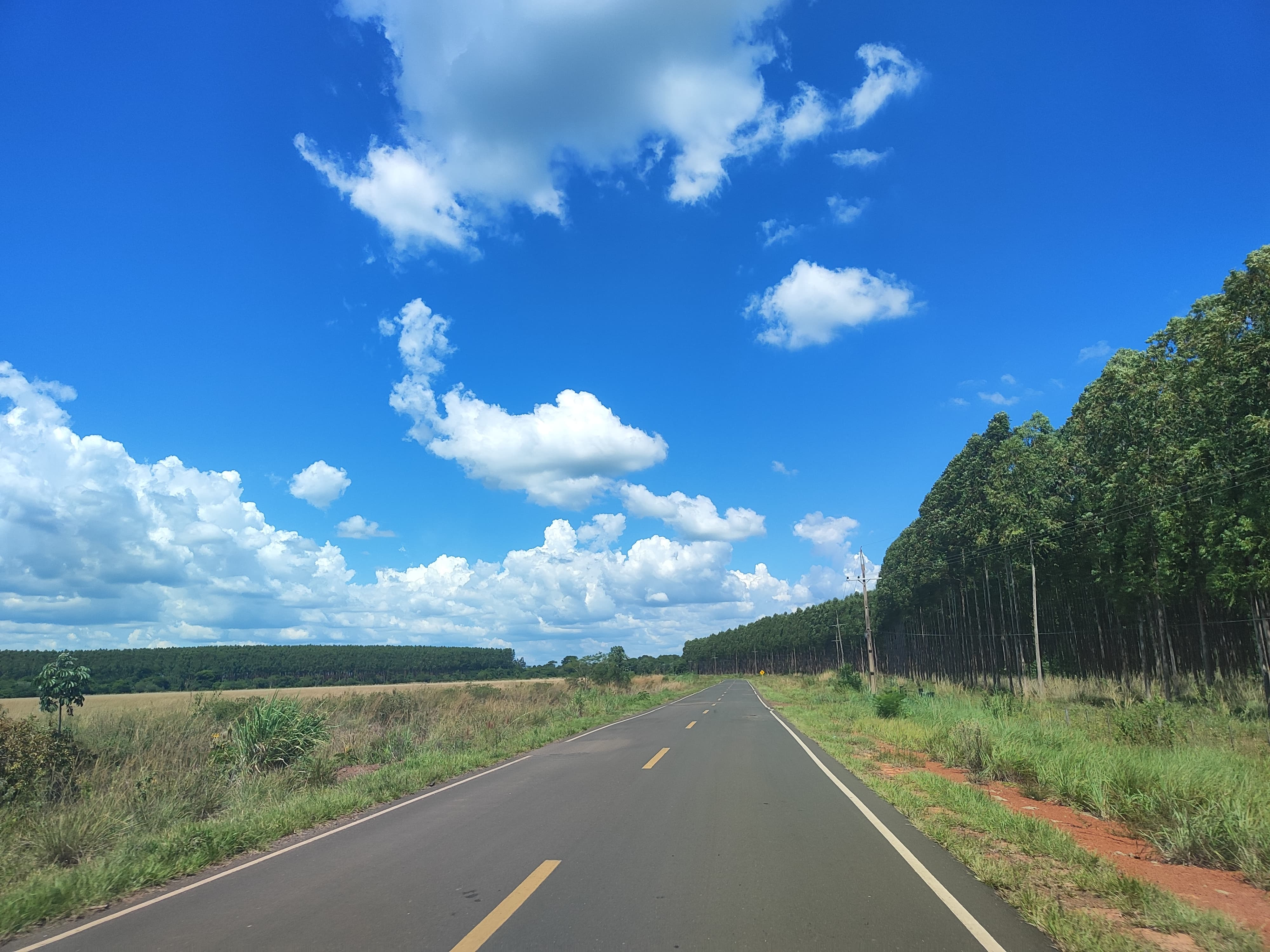
Ruta PY21 camino a Cleto Romero.

## Transporte
Se accede a la localidad desde la ruta PY08 en el desvío que hay en Carayaó o también desde la ruta PY03 en el desvío del km 98 que va a Juan De Mena. El camino para llegar a Cleto Romero se encuentra completamente asfaltado en la actualidad, aunque un poco en mal estado en algunos tramos debido a la falta de mantenimiento.

## Economía
La mayoría de sus habitantes se dedican a actividades relacionadas con la agricultura, la ganadería, la extracción de piedras, la producción de madera y el comercio minorista.

## Infraestructura
La localidad cuenta con algunas instituciones públicas como: dos instituciones educativas, la Escuela Básica Nº730 "Alberto G. Gunther" y el Colegio Nacional Nº 3505 Profesor Cleto Romero, un centro de salud, una comisaria local y la Parroquia San Blas, la principal iglesia de la localidad.
También cuenta con algunas empresas privadas que satisfacen las necesidades de los pobladores y viajeros de la zona como: restaurantes, hoteles, estaciones de servicio, minimercados, carpinterías y algunos comercios minoristas.

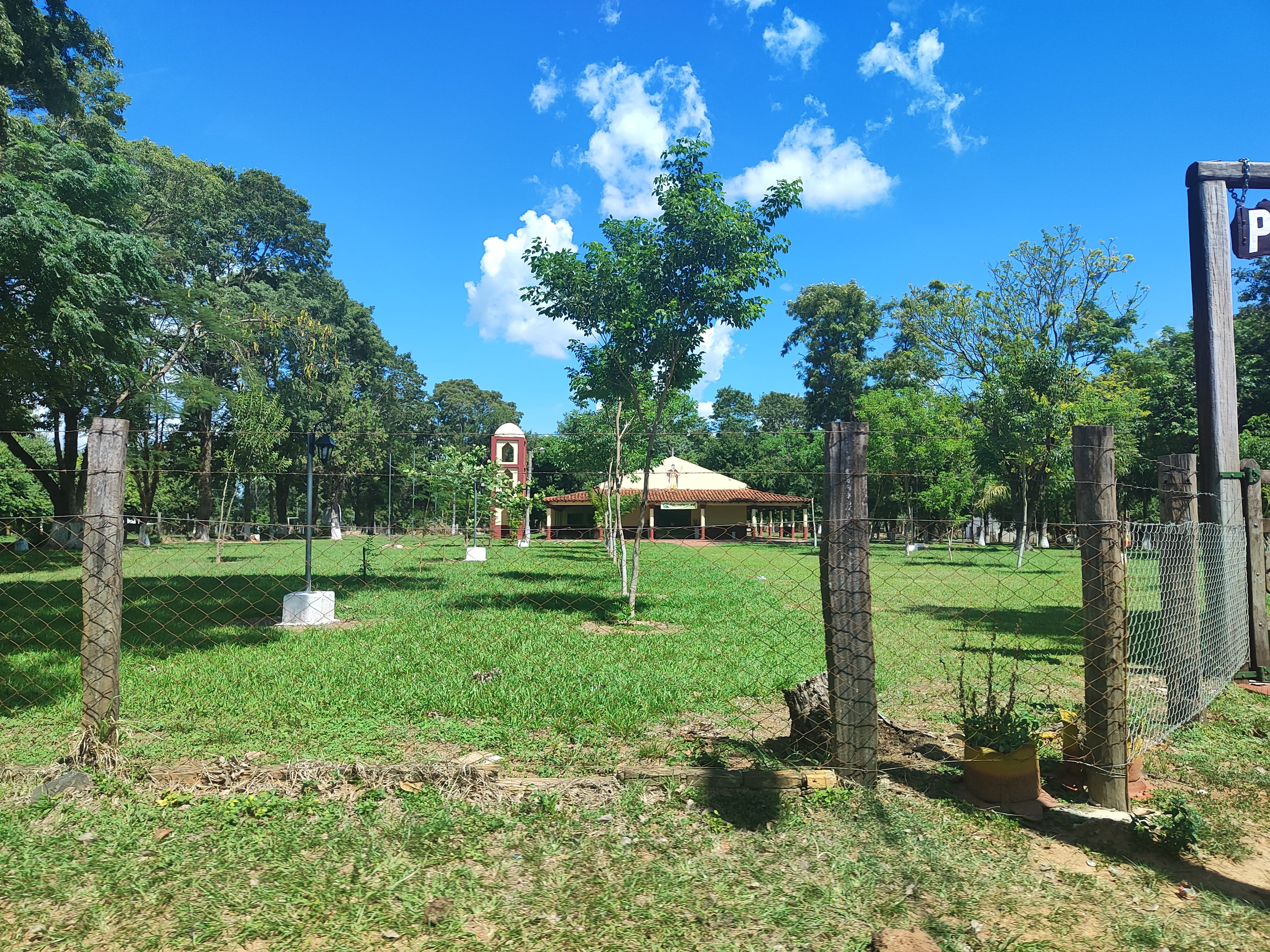
Parroquia San Blas.